# Elizabeth Rodríguez
Elizabeth Rodríguez (27 de diciembre de 1980 en Nueva York) es una actriz estadounidense de cine, televisión y teatro. Recibió una nominación a los Premios Tony y ganó el Outer Critics Circle Award y el Theatre World Award por su actuación en la obra de Broadway The Motherfucker with the Hat de Stephen Adly Guirgis en 2011. Su papel más reconocido es el de Aleida Diaz en la serie de Netflix Orange Is the New Black (2013–2019). En 2015 participó en la primera temporada de la serie pre-apocalíptica de AMC Fear the Walking Dead. Interpretó a una enfermera en la película Logan de 2017.
Rodríguez nació y se crio en Manhattan, Nueva York. Es hija de padres puertorriqueños.

## Filmografía

### Cine
| Año  | Título                | Rol                  | Notas          |
| ---- | --------------------- | -------------------- | -------------- |
| 1994 | Fresh                 | Consuela             |                |
| 1995 | Dead Presidents       | Marisol              |                |
| 1997 | I Think I Do          | Celia                |                |
| 1998 | Return to Paradise    | Gaby                 |                |
| 2001 | Acts of Worship       | Jan                  |                |
| 2001 | Blow                  | Martha Oliveras      |                |
| 2005 | Four Lane Highway     | Sasha                |                |
| 2006 | Miami Vice            | Gina Calabrese       |                |
| 2007 | Tracks of Color       | Sonia Martinez       | Película corta |
| 2007 | On Bloody Sunday      | Isabelle             |                |
| 2008 | A Line in the Sand    | Martel               |                |
| 2010 | Pound of Flesh        | Sgt. Rebecca Ferraro |                |
| 2011 | All Things Fall Apart | Sra. Lopez           |                |
| 2013 | Side Effects          | Farmacéutica         |                |
| 2013 | Tio Papi              | Cheeky               |                |
| 2014 | Glass Chin            | Rita Sierra          |                |
| 2014 | The Drop              | Detective Romsey     |                |
| 2015 | 11:55 Holyoke         | Angie                |                |
| 2017 | Logan                 | Gabriela             |                |
| 2018 | Making Babies         | Maria                |                |
| 2022 | Allswell              | Daisy                |                |

### Televisión
| Año        | Título                            | Rol                       | Notas                                                              |
| ---------- | --------------------------------- | ------------------------- | ------------------------------------------------------------------ |
| 1994       | Lifestories: Families in Crisis   | Erika                     | Episodio: "POWER: The Eddie Matos Story"                           |
| 1994       | Law & Order                       | Elvira Juarez             | Episodio: "Old Friends"                                            |
| 1994–1995  | New York Undercover               | Gina                      | Personaje recurrente, 5 episodies                                  |
| 1995       | New York News                     | Tanya                     | 2 episodios                                                        |
| 1995       | Inflammable                       | Tanya Santos              | Telefilme                                                          |
| 1995       | Law & Order                       | Caridad Montero           | Episodio: "Rebels"                                                 |
| 1995       | NYPD Blue                         | Amalia Lopez              | Episodio: "UnAmerican Graffiti"                                    |
| 1997       | Oz                                | Maritza Alvarez           | 2 episodios                                                        |
| 1998       | Trinity                           | Del Bianco                | 2 episodios                                                        |
| 1999–2001  | ER                                | Nurse Sandra              | 3 episodios                                                        |
| 2000       | NYPD Blue                         | Anita Rios                | Episodio: "Bats Off to Larry"                                      |
| 2001       | Just Shoot Me!                    | Maria                     | Episodio: "Finch and the Fighter"                                  |
| 2001       | Six Feet Under                    | Sylvie                    | Episodio: "Familia"                                                |
| 2002       | Without Warning                   | Selena Sanchez            | Telefilme                                                          |
| 2002       | Third Watch                       | Sergeant Chris Reyes      | Episodio: "The Chosen Few"                                         |
| 2002–2003  | The Shield                        | Lita Valverde             | 2 episodios                                                        |
| 2008–2009  | All My Children                   | Carmen Morales            | 56 episodios                                                       |
| 2009       | Law & Order                       | Isabel Alvarez            | Episodio: "Boy Gone Astray"                                        |
| 2009       | FlashForward                      | Ingrid Alvarez            | Episodio: "Playing Cards with Coyote"                              |
| 2010       | Cold Case                         | Gina Lopresi              | Episodio: "Bombers"                                                |
| 2011–2012  | Prime Suspect                     | Det. Carolina Rivera      | Personaje recurrente, 5 episodios                                  |
| 2012       | Law & Order: Special Victims Unit | Carmen Vasquez            | Episodio: "Home Invasions"                                         |
| 2013–2019  | Orange Is the New Black           | Aleida Diaz               | Elenco principal, 53 episodios                                     |
| 2014–2020  | Power                             | Paz Valdes                | Personaje recurrente                                               |
| 2014–2015  | Grimm                             | Special Agent Chavez      | Personaje recurrente, 5 episodios                                  |
| 2015–2016  | Fear the Walking Dead             | Liza Ortiz                | Elenco principal (temporada 1); invitado (temporada 2) 7 episodios |
| 2016       | Devious Maids                     | Josefina                  | 2 episodios                                                        |
| 2016       | Talking Dead                      | Herself                   | Episodio: "Date of Death"                                          |
| 2017       | Chance                            | Kristen Clayton           | Elenco principal (temporada 2)                                     |
| 2019–2020  | Shameless                         | Faye Donahue              | Personaje recurrente (temporada 10)                                |
| 2020       | Star Wars: The Clone Wars         | Rafa Martez (voz)         | 4 episodios                                                        |
| 2020, 2023 | Power Book II: Ghost              | Paz Valdes                | Episodio: "Sex Week", Temporada 3 Episodio 10                      |
| 2021       | The Good Doctor                   | Carina Bardo              | Episodio: "Waiting"                                                |
| 2021       | Star Wars: The Bad Batch          | Rafa Martez (voz)         | Episodio: "Decommissioned"                                         |
| 2022–2023  | East New York                     | Detective Crystal Morales | Elenco principal                                                   |
| 2024       | Chicago P.D.                      | Detective Suarez          | Episodio: "Peones", Temporada 12 Episodio 6                        |